# Hapalaraea devillei
Hapalaraea devillei är en skalbaggsart som först beskrevs av Max Bernhauer 1914.  Hapalaraea devillei ingår i släktet Hapalaraea, och familjen kortvingar. Arten förekommer tillfälligt i Sverige, men reproducerar sig inte.